# 学校法人プール学院
学校法人 プール学院（がっこうほうじん プールがくいん、英語: Poole Gakuin）とは、高等学校、中学校を運営する学校法人。学校名は、イギリスから大阪に最初に派遣されたイギリス人主教アーサー・ウィリアム・プールに因む。英国聖公会から派遣された宣教師によって開かれたミッションスクールである。一般社団法人キリスト教学校教育同盟の加盟法人である。

## 歴史
- 1879年（明治12年） - 英国聖公会の宣教組織である東洋女子教育協会（FES）の女性宣教師、ミス・メアリー・J・オクスラドにより、川口外国人居留地4番（現・大阪市西区川口2丁目1）に永生女学校が開校[1]。
- 1890年（明治23年） - 川口外国人居留地12番（現・大阪市西区川口2丁目3）へ新築移転。アーサー・ウィリアム・プール主教を記念して普溜女学校（プール女学校）に改称。
- 1917年（大正6年） - 大阪府東成郡鶴橋町大字天王寺（現・勝山キャンパス）に移転。
- 1929年（昭和4年） - 高等女学校設置認可により、プール高等女学校となる。
- 1934年（昭和9年）9月21日 - 室戸台風で被災。木造校舎が倒壊して17人以上が死亡、負傷者多数[2]。
- 1940年（昭和15年） - 聖泉高等女学校に改称。
- 1947年（昭和22年） - 学制改革により、プール学院中学校設置。
- 1948年（昭和23年） - 学制改革により、プール学院高等学校設置。
- 1950年（昭和25年） - プール学院短期大学設置。
- 1980年（昭和55年） - 創立100周年事業として泉ヶ丘キャンパスの用地を購入。
- 1982年（昭和57年） - 短期大学を移転。
- 1996年（平成8年） - 短期大学英文科を改組してプール学院大学を設置、短期大学をプール学院大学短期大学部に改称。
- 2000年（平成12年） - 大学院国際文化学研究科設置。
- 2018年（平成30年） - プール学院大学の設置者を学校法人桃山学院に変更し桃山学院教育大学に改称。大学院廃止。短期大学部をプール学院短期大学に改称。[3]
- 2019年（平成31年） - 創立140周年を迎える。
- 2021年（令和3年） - プール学院短期大学が閉学、学校法人プール学院は中学校、高校を運営する学校法人になる。

## 設置校

### 大学
- プール学院大学 - 1996年に短期大学英文科を改組する形で開学し、学部は国際文化学部と教育学部で、大学院を有していた。2018年4月にプール学院大学は事実上閉学、設置者が学校法人桃山学院に変更され桃山学院教育大学となった。

### 短期大学
- プール学院短期大学 -2021年3月に閉学となった。

### 中学校・高等学校
- プール学院中学校・高等学校（大阪府大阪市生野区）